# Junioren-Badmintonsüdamerikameisterschaft
Junioren-Badmintonsüdamerikameisterschaften werden seit den 1980er Jahren ausgetragen. Sie werden von CONSUBAD (Confederación Sudamericana de Bádminton) organisiert. 2024 wurden die Titelkämpfe zum 20. Mal ausgetragen, während die Erwachensenen die 19. Auflage ausspielten.

## Austragungsorte
- 2012: Lima (Peru)
- 2013: Temuco (Chile)
- 2014: Santo André (Brasilien)
- 2015: Foz de Iguazu (Brasilien)
- 2016: Lima (Peru)
- 2017: Rio de Janeiro (Brasilien)
- 2018: Lima (Peru)
- 2019: Guayaquil (Ecuador)
- 2020: Lima (Peru)
- 2021: Joinville (Brasilien)
- 2022: Lima (Peru)
- 2023: Maracay (Venezuela)
- 2024: Santiago (Chile)